# Иммунологический синапс
Иммунологи́ческий си́напс (англ. Immunological synapse) — контакт между антигенпрезентирующей клеткой (клеткой-мишенью) и лимфоцитом, таким как T/B-лимфоцит (T-клетка) или натуральный киллер (NK-клетка). Этот контакт получил своё название по аналогии с синапсом в нервной системе, на который он похож структурно. Иммунологический синапс составляют молекулы, участвующие в активации T-клетки. Иногда иммунологический синапс называют супрамолекулярным активирующим кластером (англ. supramolecular activation cluster, SMAC).

## Структура
Иммунологический синапс состоит из концентрических колец, каждое из которых состоит из отделённых друг от друга кластеров белков. В нём выделяют три зоны:
- c-SMAC (от англ. central-SMAC) состоит из изоформы θ[англ.] протеинкиназы C[4], CD2, CD4, CD8, CD28, Lck и Fyn[5];
- p-SMAC (от англ. peripheral-SMAC) включает кластеры LFA-1 и талина[англ.][3];
- d-SMAC (от англ. distal-SMAC) обогащена белками CD43 и CD45[6][7].

Показано, что описанная модель концентрических колец имеет место не во всех иммунологических синапсах. Например, синапс между T-клеткой и дендритной клеткой организован иначе.

## Функции
К числу основных функций иммунологического синапса относят регуляцию активации лимфоцитов, перенос комплекса главного комплекса гистосовместимости (MHC) и фрагмента антигена от антигенпрезентирующей клетки к лимфоциту, а также обеспечение направленной секреции цитокинов или содержимого литических гранул. Показано, что иммунологический синапс и первичная ресничка имеют очень похожие паттерны организации актинового цитоскелета, кроме того, в обоих случаях центросома направлена к структуре (иммунологическому синапсу или первичной ресничке), а их работа основана на использовании одинаковых транспортных молекул, в числе которых IFT20, Rab8, Rab11. Основы структурной и функциональной гомологии иммунологического синапса и первичной реснички активно изучаются.

## Образование
При формировании контакта между антигенпрезентирующей клеткой и T-клеткой первыми начинают взаимодействовать LFA-1 из области p-SMAC T-клетки и неспецифические молекулы адгезии, такие как ICAM-1 или ICAM-2, на антигенпрезентирующей клетке. После того, как контакт между антигенпрезентирующей клеткой и T-клеткой установлен, T-клетка может начать выпячивать псевдоподии и с их помощью «сканировать» поверхность антигенпрезентирующей клетки в поисках специфического комплекса MHC:антиген.
Формирование собственно иммунологического синапса начинается, когда T-клеточный рецептор (TCR) связывается с комплексом MHC:антиген на поверхности антигенпрезентирующей клетки, после чего в T-клетке запускаются активирующие сигнальные пути. Под действием этих сигнальных путей T-клетка поляризуется за счёт переориентации центросомы к будущему иммунологическому синапсу. К формирующемуся кольцу p-SNAP устремляются симметричные потоки актина. Накоплению и поляризации актина способствуют взаимодействия между TCR/CD3 с интегринами и малыми ГТФазами, такими как Rac1 и Cdc42. Эти взаимодействия активируют большие многомолекулярные комплексы, содержащие белки WAVE (Scar), HSP300, ABL2, SRA1, NAP1 и другие белки, так что они начинают взаимодействовать с комплексом Arp2/3, непосредственно стимулирующим полимеризацию актина. Претерпевший накопление и перестройки актин способствует кластеризации T-клеточных рецепторов и интегринов. Таким образом, формирование иммунологического синапса поддерживает само себя по механизму положительной обратной связи.
У CD4+ (T-хелперов) и CD8+ T-клеток (T-киллеров) могут иметься некоторые различия в формировании иммунологических синапсов. Так, CD8+ T-клетки образуют синапсы быстрее, потому что их предназначение состоит в быстром уничтожении патогенных клеток. Тем не менее, формирование иммунологического синапса может в общей сложности занимать до 6 часов.
Формирование синапса CD8+ T-клетками приводит к уничтожению их партнёров по иммунологическому синапсу за счёт секреции цитолитических ферментов. CD8+ T-клетки содержат специфические литические гранулы, наполненные перфоринами, гранзимами, лизосомными гидролазами, такими как катепсины B, D и β-гексозаминидаза, и другими цитолитическими эффекторными белками. После попадания в клетку-мишень эти белки вызывают у неё апоптоз. Эффективность уничтожения клетки-мишени зависит от силы сигнала от TCR. Даже после слабого или кратковременного сигнала от TCR центр организации микротрубочек (MTOC) поляризуется по направлению к иммунологическому синапсу, однако высвобождения содержимого литических гранул не происходит, поэтому клетка-мишень не уничтожается.
Помимо CD8+ T-клеток, иммунологические синапсы с цитолитическими свойствами формируют NK-клетки. Сначала белок CD2 на поверхности NK-клетки распознаёт углеводный фрагмент CD15 на поверхности клетки-мишени. Если ингибирующие рецепторы NK-клетки распознают свой антиген на клетке-мишени, дальнейшие этапы формирования иммунологического синапса подавляются. Если ингибирующих сигналов нет, то дополнительные взаимодействия (например, CD96 и CD155) NK-клетки и клетки-мишени способствуют формированию прочных связей между LFA-1 и MAC1. После установления контакта между двумя клетками литические гранулы NK-клеток, содержащие перфорины, гранзимы и другие литические ферменты, движутся по микротрубочкам к центросоме, которая также перемещается к иммунологическому синапсу. Далее, содержимое гранул высвобождается и в составе везикул, содержащих белки SNARE, доставляются в клетку-мишень.

## История изучения
Иммунологический синапс у T-клеток открыл Абрахам Купфер в Национальном еврейском центре здоровья в Денвере в 1990-х годах. Термин «иммунологический синапс» был предложен Майклом Дастином, детально описавшим новые структуры. Даниэль Дэвис и Джек Стромингер примерно в то же время описали иммунологические синапсы у NK-клеток.